# Anna Paola Zugni Tauro

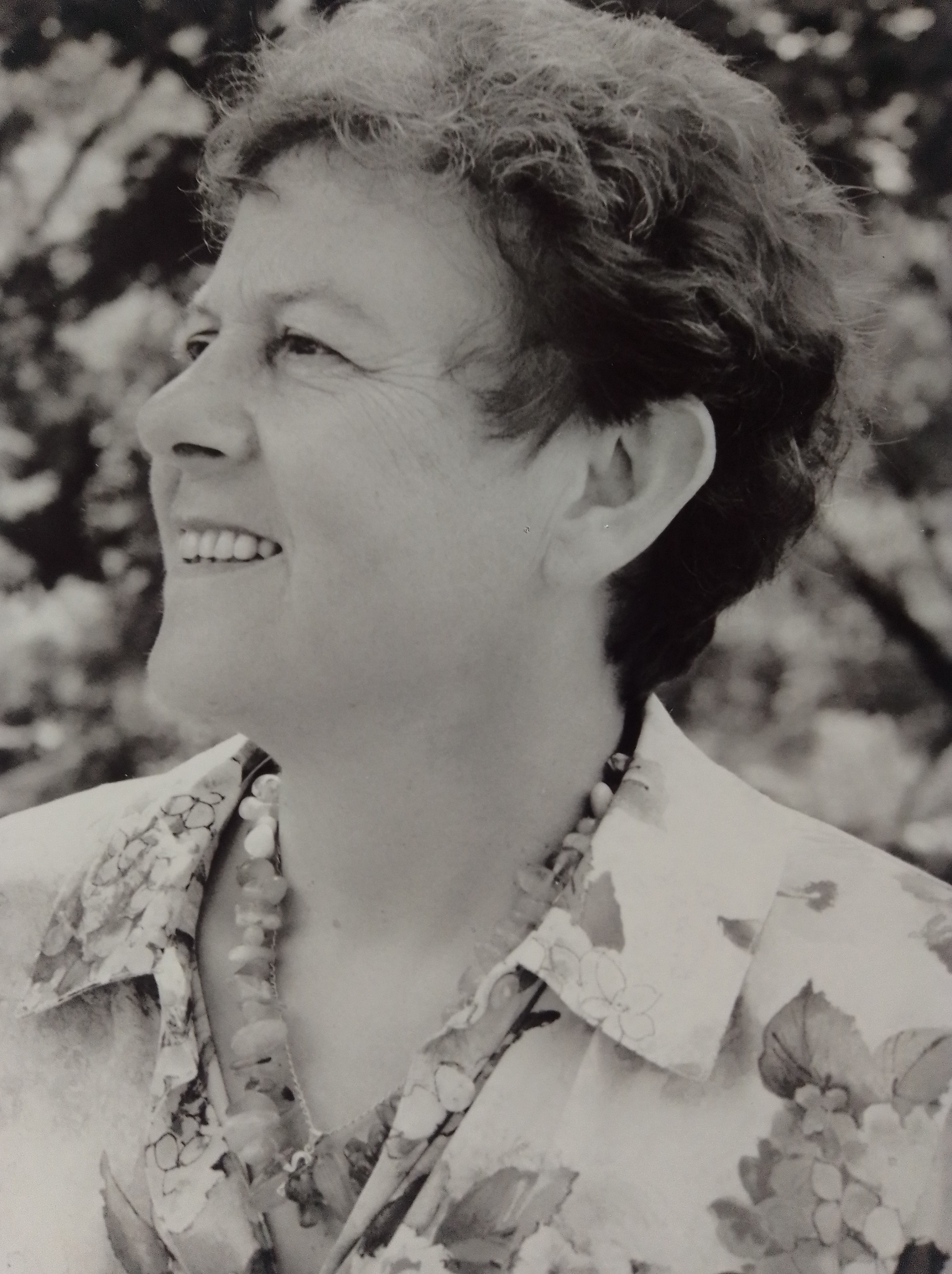
Anna Paola Zugni Tauro

Anna Paola Zugni Tauro (Feltre, 17 novembre 1931 – Venezia, 26 dicembre 2017) è stata una storica dell'arte e scrittrice italiana, professore associato, decana e prorettrice della Libera Università di Lingue e Comunicazione IULM Milano-Feltre - sede di Feltre, organizzatrice di mostre, convegni, documentari, concerti e ideatrice del Palio di Feltre.

## Biografia
Figlia di Pino Ennio, della nobile famiglia Zugni Tauro, amministratore della Manifattura Piave a Feltre, e di Maria Basso, maestra di musica titolare di una storica scuola cittadina, frequentò il Liceo Classico a Belluno. Si laureò in Lettere e Filosofia presso l'Università di Padova il 16 luglio 1956 con 110 e lode, discutendo la tesi in Storia dell'Arte con il prof. Giuseppe Fiocco sull'architetto neoclassico Giuseppe Segusini. Iscrittasi al Corso di Perfezionamento di Storia dell'Arte presso l'Università di Padova, conseguì la Laurea di Perfezionamento il 14 marzo 1969, relatore il prof. Rodolfo Pallucchini, discutendo la tesi su Gaspare Diziani, pittore del Settecento, ottenendo 70/70 e lode e pubblicando nel 1971 una fondamentale monografia sul pittore e alcuni articoli,  arricchiti negli anni.
Ricoprì cariche pubbliche: per tre anni fu componente della Commissione edilizia del Comune di Feltre, inizialmente per nomina consiliare, successivamente in qualità di rappresentante della Soprintendenza ai Monumenti. Dal 1967 al 1970 rappresentò la Soprintendenza ai Monumenti presso l'Ente Provinciale per il Turismo di Belluno. Dal 16 novembre 1985 al 30 agosto 1990 diresse i Musei Civici di Feltre. Il suo impegno si estrinsecò anche con convegni, articoli e promosse iniziative per il restauro dei palazzi ospitanti il patrimonio museale.
Organizzò numerosi convegni e a molti fu invitata a relazionare.
Notevole fu il suo impegno per la cultura: nel 1955 fondò il Circolo del Cinema di Feltre, che diresse fino al 1958; nel 1969 fondò il Circolo Culturale Feltrino e nel 1986 promosse la fondazione dell'associazione "Amici dei Musei e dei Monumenti Feltrini", con la collaborazione di Tina Granzotto Basso Bagolan. Fu componente del Comitato scientifico del "Centro Studi Buzzati" di Feltre, costituitosi nel 1991, e del Comitato scientifico della "Fondazione Giuseppe Mazzotti per la cultura veneta", a Treviso, dal 1993.
Ideò, organizzò e presentò numerose mostre ed eventi multiculturali, tra cui Arte in Villa, significativi per l'aspetto innovativo e la partecipazione di artisti e personalità della cultura e dove, nel 1993, il cantautore Franco Battiato espose per la prima volta sue opere pittoriche. Partecipò con relazioni a numerosi convegni e manifestazioni culturali. Le fu unanimemente riconosciuta una profonda conoscenza dei beni culturali e naturalistici della provincia di Belluno e di molti altri siti. Condusse con impegno campagne locali, nazionali e internazionali per la loro tutela. Nel 1994 organizzò una campagna a favore di Dubrovnik, con la quale riuscì a far restaurare la Biblioteca del Convento di San Francesco.
Nel 1953, poi dal 1958 al 2004 organizzò, con cadenza annuale e talora più d'uno in un anno, viaggi di studio a siti archeologici e in paesi con storia e tradizioni, a cui faceva seguire conferenze, con proiezione di diapositive, per la cittadinanza e studenti, e articoli.
Pubblicò libri d'arte e della sua passione, la fotografia. Svolse intensa attività giornalistica: nel 1974 fondò Rivista bellunese, edizioni Nuovi Sentieri, che diresse fino al 1976; fu direttrice artistica della rivista Le tre Venezie, con monografie su Feltre, Pordenone, Trento, Cimadolmo-Ormelle-San Polo di Piave, Vicenza e Bassano. Collaborò con riviste di architettura, design e arte. Appassionata di cinema, recensì film presentati alla Mostra del Cinema di Venezia. Organizzò concerti e spettacoli per la cittadinanza.
Si spense a Venezia nel 2017.

## Ruolo di docente
Dopo la laurea tenne lezioni alla Fondazione Giorgio Cini a Venezia e al Centro Palladiano di architettura a Vicenza.
Fu docente all'Istituto Tecnico Economico "A. Colotti" di Feltre. Dal 1971 ebbe l'incarico della Cattedra di Storia dell'Arte presso lo IULM, nella sede di Feltre, Palazzo Borgasio, di cui divenne figura di riferimento e nominata prorettrice. Rappresentò la Facoltà dello IULM di Feltre a Milano all'I.S.U. dal 1981. Nel 1980 vinse il concorso universitario statale e nel 1983 le fu assegnata la Cattedra di Storia dell'Arte della Facoltà di Feltre in qualità di professore associato di ruolo. Divenne poi decana e nel 2002 si ritirò dalla carriera accademica, dopo 31 anni di docenza, e dal 31 ottobre 2002 fu professore "fuori ruolo" dello IULM sede di Feltre.
Nell'anno accademico 1971-72 insegnò il Manierismo e nei successivi 30 anni affrontò argomenti ogni anno sempre diversi, quali ad esempio: novità spazio-temporale dell'Impressionismo francese; pittura visionaria e immaginaria - l'inconscio nell'arte; forme e colori dell'emozione: secessione viennese e ungherese - espressionismo austriaco e tedesco; Siria, punto d’incontro di popoli, culture, religioni; la Turchia meridionale e Istanbul, tra la cultura greco-romana, il Cristianesimo, l’Impero bizantino e l’Islam; India del nord: arte e cultura tra il dominio Raj, Moghul e britannico, fino all'ultimo anno accademico 2001-02 con Birmania, il buddismo e l’arte orientale.
Nell'estate 1988 organizzò uno stage per 200 studenti e 20 professori della Technische Universitat Munchen, che fecero rilievi nel centro storico di Feltre.
Fu relatrice di numerose tesi triennali/magistrali: presso la biblioteca dello IULM sono disponibili 67 documenti elettronici dal 1973 al 2004.

## Promozione e difesa del territorio
Nel 1964 fondò la Sezione di Feltre di Italia Nostra, con la collaborazione di Corrado Bosco e Ferruccio Franzoia, e ne fu presidente per molti anni. Dal 12 giugno 1978 al maggio 1996 ricoprì ininterrottamente la carica di Consigliere Nazionale di "Italia Nostra". Pubblicò opere e articoli su natura, città, artisti e letteratura. Scrisse prefazioni a libri. Il suo impegno per il territorio si estrinsecò in numerosi convegni: il 22-23 giugno 1979 ad Assisi diresse il convegno nazionale e curò gli atti di Piano conoscitivo e piano urbanistico di un centro storico - Assisi: un'esperienza in atto.
Nel 1966 ideò la campagna di sensibilizzazione, sostenuta dalla sezione cittadina di Italia Nostra, per il restauro del Teatro de La Sena, o “della Senna”, ospitato al primo piano di Palazzo della Ragione, palazzo cinquecentesco con grandi portici palladiani che si osserva da Piazza Maggiore di Feltre, che, a causa di crisi economiche, due guerre mondiali e problemi strutturali, era da molto tempo inagibile. L'attività di restauro prese avvio nel 1971.
Nel 1970 organizzò una campagna di restauro per gli affreschi esterni di Feltre Urbs Picta e per il recupero delle case rurali, iniziato con la mostra Abitare in campagna-il Feltrino. Queste iniziative e il restauro del Teatro comunale furono realizzate con il determinante sostegno della Consigliera Nazionale di "Italia Nostra" Teresa Foscari Foscolo. Scrisse numerosi articoli sull'architettura di ville e palazzi bellunesi, sulla valorizzazione di musei, artigianato e tradizioni locali.
Nel 1978 inventò il Palio di Feltre, ispirandosi alla Storia di Feltre del Cambruzzi e nel 1979 lo ideò, progettò e realizzò e la città ebbe il suo primo palio. Curò la regia anche dell'edizione 1980.
Nel 1984 ideò I Monti del Sole, un libro,  una mostra e una video cassetta, in collaborazione con Alessandro Merli, allora dirigente del Corpo Forestale dello Stato a Belluno e con la fotografa milanese Giovanna Dal Magro. Tali opere furono presentate in quattro località della provincia di Belluno (Feltre, Lentiai, Agordo e Trichiana), all'Università di Vienna, al S. Michele a Roma, al Museo di Storia Naturale di Milano, al Palazzo Sarcinelli a Conegliano e ciò contribuì a diffondere e ad affermare il progetto e la realizzazione del Parco Nazionale delle Dolomiti Bellunesi. Proprio l'intensa attività di proselitismo a favore delle riserve naturali e del parco, condotta nei difficili anni '50 - '60 - '70, quando le popolazioni montane erano radicalmente contrarie all'idea, e la decisiva mostra romana del 1987, particolarmente apprezzata dal ministro dell'ambiente Giorgio Ruffolo, furono fondamentali per la conclusiva approvazione del Parco Nazionale delle Dolomiti Bellunesi.
Dal 1997 coinvolse il Comune di Feltre in una campagna per la fondazione in Italia della Via Claudia Augusta Altinate, in collaborazione con il Tirolo e la Baviera.

## Riconoscimenti
Nel 1971 ricevette dal Presidente della Repubblica Giuseppe Saragat il Cavalierato per la Cultura.
Fu nominata Ispettore Onorario per la Conservazione dei Monumenti e degli Oggetti d'Antichità e d'Arte per la provincia di Belluno, con D.M. 24 luglio 1967.
Nel 1992, con il libro Le vie del leone, in italiano e tedesco, ottenne il premio Gambrinus “Giuseppe Mazzotti”, premio speciale della giuria.
Il 1º giugno 2003 ricevette il "Premio San Vittore dalla associazione "Famiglia feltrina" nella Sala degli Stemmi del Municipio di Feltre, con la presentazione dell'architetto Nino Bonan.
Nel 2004 le venne conferito il Premio Altino, a Castelbrando, Cison di Valmarino.
Nel 2005 le fu assegnato il ruolo di tedoforo, quale rappresentante dell’arte e della cultura bellunese, per portare la fiaccola olimpica a Cortina.

## Pubblicazioni

### Libri
- Un architetto dell'Ottocento, Giuseppe Segusini, in Arte neoclassica: Atti del Convegno, 12-14 ottobre 1957, Istituto per la collaborazione culturale, Venezia, 1964, p. 257[80].
- L'architetto feltrino Giuseppe Segusini, in Bollettino del Centro Internazionale di Studi di Architettura Andrea Palladio, vol. V, 1963, Palazzo Valmarana Braga, Vicenza, pp. 245-257.
- con AA.VV., Abitare in campagna, il Feltrino, Padova, Marsilio, 1966.
- Gaspare Diziani, Venezia, Alfieri, 1971.
- Differenti apporti artistici di Sebastiano Ricci e Gaspare Diziani, in Atti del Congresso Internazionale di Studi Sebastiano Ricci e il suo tempo, Passariano (Udine), Electa, Milano, 1976, p. 83.
- La presenza di quattro artisti in Feltre: Ludovico Pozzoserrato, Andrea Palladio, Giannantonio Selva, Tranquillo Orsi, in Arte Veneta, XXXII, Venezia, 1978, p. 255-61[81].
- Venezia, Edizioni Sogema Marzari, Schio, 1980.
- Adolf Hirémy Hirschl, in Archivio Proposta, Feltre - Pordenone, 1982 (testo italiano - tedesco).
- Gaspare Diziani “pittore d’istorie” in AA.VV., Il cielo domenicano di Gaspare Diziani, studi e ricerche in occasione del restauro, Centro Culturale San Bartolomeo, Bergamo, novembre 1983, p. 17.
- Galuppi e la sua laguna. Mostra fotografica di Giovanna Dal Magro, Comune di Venezia, Stamperia di Venezia, agosto 1984.
- Anna Paola Zugni Tauro, Un restauro e una mostra per Gaspare Diziani, in Arte Veneta, XXXVIII, Venezia, 1984, p. 258[82].
- con Giovanna Dal Magro, Alessandro Merli. I monti del sole. Le riserve naturali delle Dolomiti bellunesi, Trento, Manfrini, 1984, EAN 9788870242447.
- Ambiguità. Catalogo della mostra fotografica di Giovanna Dal Magro, Manfrini editore, Calliano - Trento, 1985.
- I Beni Culturali e Ambientali fra trasformazione e riuso, in Italia Nostra per una educazione ambientale, Istituto Poligrafico e Zecca dello Stato, Roma, 1988.
- con Lina Urban, foto di Giovanna Dal Magro. I Dioscuri a Venezia, Filippi editore, 1989, ISBN 978-8864950198.
- Luigi Cima pittore della quiete, in Franca Visentin (a cura di), Luigi Cima, Grafiche Antiga, Crocetta del Montello (Treviso), 1990[83].
- con Giovanna Dal Magro, Le vie del leone, Arsenale editrice, 1992, ISBN 978-8877431127.
- Auf den Spuren des Lowen. Eine Kunst und Kulturgeschichte, Eugen Diedericks Verlag, Munchen, 1992.
- L'affabulazione fantastica ne “I miracoli della Val Morel", in Il pianeta Buzzati - Atti del Convegno Internazionale, a cura di N. Giannetto[84], Mondadori, Milano, 1992, p. 341-373.
- L'intervento di Italia Nostra per una "legge quadro" sui musei italiani, in Il museo civico, Atti del Convegno di Gorizia a cura di R. Vecchiet, Istituto Gramsci, Trieste, 1992.
- con Tiziana Franco e Tiziana Conte. Pittura murale esterna del Veneto. Belluno e provincia. Giunta Regionale del Veneto, Bassano, Ghedina e Tassotti Editori, 1993, ISBN 978-8876911132.
- Le tre porte di Feltre, testo storico-critico nella cartella grafica di M. De Poli, La Cittadella edizioni, Belvedere di Tezze, Vicenza, dicembre 1993.
- L'età d'oro degli affreschi feltrini, in G. Ericani. Pietro de Marascalchi, restauri, studi e proposte per il Cinquecento feltrino, Ed. Canova,1994.
- Il libro dei mesi della città di Feltre, testi sugli affreschi interni di Feltre, Tipolitografica DBS, Feltre, 1994.
- Amazir - Besslàma Maghreb (Arrivederci Marocco), catalogo del Festival e Mostra, Salone degli Elefanti - Birreria Pedavena - Pedavena (Belluno), 3 agosto-8 settembre, Grafiche Marini, Villorba (TV), 1995.
- Un ruolo per il volontariato in Musei del Veneto. Il patrimonio, i problemi, le prospettive, il pubblico, a cura di Luca Baldin - Quaderni "Fondazione Giuseppe Mazzotti per la civiltà veneta", Canova, Treviso, 1997, ISBN 978-8887061109.
- Feltre e l’artigianato (Italiano, Inglese e Tedesco), Graphic Group, Feltre, giugno 1999.
- Addis Pugliese: Feltre e Agro Pontino. Ed. Galleria Bottega del quadro, Feltre, giugno 1999.
- Fienili, rustici, case dominicali e ville nel Feltrino, in Heimat. Identità regionali nel processo storico, a cura di Antonio Pasinato, Donzelli, 2000, ISBN 978-8879895705, pp. 239-250[85].
- Caterina Cornaro e il Barco di Altivole fra Occidente e Oriente, in Oltrecofine. Lingue e culture tra Europa e mondo, a cura di Antonio Pasinato. Meridiana Libri, 2001, ISBN 978-8886175647, pp. XLI-LX.
- Buzzati e l’arte veneta: cronaca, critica, salvaguardia, in Buzzati giornalista, a cura di N. Giannetto, Mondadori, Milano, 2000.
- Gaspare Diziani tra Sebastiano Ricci e Andrea Brustolon. Nuove Indagini sulla sua attività nell’ex chiesa e collegio dei gesuiti di Belluno, in Per l’arte. Da Venezia all’Europa. Studi in onore di Giuseppe Maria Pilo, (2 volumi), a cura di Mario Piantoni e Laura De Rossi, Edizioni della Laguna, Venezia, 2001.
- con Ulderico Bernardi, Lorenzo Viola. Fonte primigenia. Urquell, Grafiche, Vicenza, 2001.
- Valori d'integrazione artistica tra il mondo umanistico rinascimentale veneto e il mondo tardo-gotico tedesco, in La Storia e le Tradizioni del Veneto-Le relazioni e le forme di comunicazione tra l'area veneta e il mondo germanico. Atti del convegno, Castelbrando-Cison di Valmarino, 28-09-2002, n. 2, Collana di Studi di Castelbrando, Conegliano, ottobre 2003, (traduzione in tedesco).
- Riflessioni su tre quadri di storia sacra di Gaspare Diziani, in AA.VV., Venezia, le Marche e la civiltà adriatica, per festeggiare i 90 anni di Pietro Zampetti, Edizioni della Laguna, 2002, pp. 506-509.
- Scheunen, Bauernhäuser, Herrensitze und Villen im Feltriner Raum, in Antonio Pasinato (Hrsg.) Heimatsuche, Regionale Identität im österreichisch-italienischen Alpenraum, Würzburg, Verlag Königshausen & Neumann, 21-10-2004, ISBN 978-3826023538.
- Le ville. Segnali del sistema simbolico in cui si radica l’identità, In Ville venete: la Provincia di Belluno, Istituto regionale per le ville venete, Venezia, Marsilio, 2004, pp. XLI –LX.
- L’importanza della conservazione dei beni culturali e paesaggistici a salvaguardia della nostra identità in A. Bona, A. Alpago Novello, D. Perco. Coscienza e conoscenza dell’abitare ieri e domani, Provincia di Belluno, dicembre 2006.
- con Giovanna Dal Magro. I cento scatti al festival del Cinema-Venezia. One hundred shots at the Film Festival-Venezia. Ediz. bilingue. LA TOLETTA edizioni, 2008, ISBN 978-8888028194.
- con Lina Urban Padoan. I dioscuri a Venezia. Filippi, 2009, ISBN 978-8864950198.
- con Francesca Zanella. Dalla conservazione del valore alla creazione di valori, marzo 2017, Linea edizioni, Padova, ISBN 978-8899644253.

#### Curatrice di libri
- Claudio Trevi, catalogo della mostra, Palazzo Tomitano. Feltre, 1964.
- Un laboratorio per i Centri Storici, Padova, Editoriale Programma, 1984, ISBN 9788871230290.
- Carlo Rizzarda, 1883-1931, e l'arte del ferro battuto in Italia, Comune di Feltre. Assessorato alla cultura, 1987.
- Bianco di Titanio. mostra internazionale di fotografia, nel 150° anniversario dell’invenzione: 2 agosto-30 settembre 1989, Musei di Feltre, 1989.
- con Mario De Poli. L'eco delle mura. Sei città fortificate del Veneto, Giunta Regionale del Veneto e Associazione Nazionale Italia Nostra, La Cittadella Edizioni, 1991.
- Dubrovnik, il tempo, le pietre... , Cartella grafica di Mario De Poli, giugno 1992.
- con Franco Posocco. Ville Venete: la Provincia di Belluno, Marsilio, Venezia, 2004.
- Giovanna Dal Magro. Profondo umano. Osiride, Trento, 2005, ISBN 978-8874980376.

## Attività espositive
Ideò, curò e organizzò mostre fotografiche, documentarie e pittoriche, accompagnate spesso da saggi e cataloghi, di cui si elenca una selezione.
- 1965: con il Circolo universitario feltrino organizzò una personale del pittore Addis Pugliese[86], Feltre.
- 3-15 ottobre 1966: mostra, convegno, catalogo Abitare in campagna. Il Feltrino, Villa Pasole-Berton[87], Pedavena[88].
- 22 gennaio-22 febbraio 1977: mostra documentaria degli scavi e dei reperti nell'area archeologica del Duomo di Feltre e due conferenze, sala Bruno Milano[89], Feltre.
- 8-31 marzo 1977: Feltre, città e territorio, Palazzo Grassi, Venezia.
- 16 gennaio-28 febbraio 1978: Contadini veneti in Brasile, Palazzo Tomitano, Feltre.
- Giugno-ottobre 1978: Teatro, scena, costume, Teatro Comunale, Feltre.
- Luglio 1979: La scenografia teatrale, Teatro Comunale, Feltre.
- Maggio 1982: Adolf Hiremy-Hirschl, Belluno, per "Archivio Proposta" di Feltre e scrisse il saggio sull'artista per il catalogo.
- 12 novembre-8 dicembre 1983: Una mostra, un restauro, dedicata a Gaspare Diziani, che organizzò in collaborazione con il Centro Culturale San Bartolomeo a Bergamo. Tenne due conferenze e scrisse il saggio principale del catalogo.
- Agosto-settembre 1984: Galuppi e la sua laguna, su incarico del Comune di Venezia, Fotografa: Giovanna Dal Magro.
- 15 dicembre 1984-20 gennaio 1985: I Monti del Sole, rassegna di arte fotografica e di protezione ambientale con ampia documentazione raccolta in volume. Foto di Giovanna Dal Magro. Presentò la mostra in altre sedi: 26 gennaio-22 febbraio 1985 a Lentiai; 26-28 febbraio 1985 all'Università e all'Istituto Italiano di Cultura a Vienna, in occasione del Festival Internazionale del Film di Montagna; 14-30 aprile 1985 ad Agordo; agosto 1987 a Trichiana; 17 ottobre-17 novembre 1991 al Museo Civico di Storia Naturale a Milano; 25 settembre-11 ottobre 1992 a Palazzo Sarcinelli, Conegliano.
- 2-15 luglio 1985: curò la mostra d'arte fotografica Ambiguità, per il Comune di Spoleto, durante il Festival dei Due mondi (XXVIII), Palazzo Ancaiani, Spoleto.
- 20 febbraio 1986: Un laboratorio per i centri storici, Palazzo Gualdi Cenvesi, Vicenza.
- Agosto-settembre 1986: Il segreto della laguna, foto di Giovanna Dal Magro, IULM e La Ceramica d'Arte, Museo Rizzarda, Feltre.
- Agosto 1987: organizzò e diresse il Festival Duse, con mostra documentaria, audiovisivi e costumi di Eleonora Duse, allo IULM di Feltre; mostra fotografica di Giovanna Dal Magro al Museo Rizzarda e spettacolo del Teatro Modo al Teatro Astra di Feltre[90].
- Agosto 1988: organizzò per i Musei di Feltre la mostra archeologica Gli scavi della Cattedrale, Museo Civico, con video, e I dipinti murali del Primiero, rassegna fotografica, IULM di Feltre.
- Agosto 1988: diresse la Mostra storica della ceramica e la Mostra della donazione Capisani, Museo Rizzarda di Feltre.
- Marzo 1989: ideò e allestì, per la Provincia di Venezia, al Teatro La Fenice, la mostra: I Dioscuri a Venezia, con foto di Giovanna Dal Magro e catalogo. La mostra fu resa itinerante dall'Istituto Italiano di Cultura di Atene (Atene, Patrasso, Rodi, Coo, Salonicco); nel 1991-1992 fu esposta a Stoccolma, Oslo, Helsinki.
- 2-31 agosto 1989: organizzò la mostra internazionale di fotografia: Bianco di Titanio, al Museo Rizzarda di Feltre, con la partecipazione di Francia, Polonia, U.R.S.S., Italia (rappresentata da Giovanna Dal Magro).
- 4-19 agosto 1990: organizzò la mostra Città murate e centri fortificati del Veneto per Italia Nostra, Museo Rizzarda, Feltre[91].
- Estate 1991: organizzò la mostra Vedutisti veneti contemporanei, con concerto di apertura dei Musici Serenissimi e il soprano Pamela Hebert, Arte in Villa, II edizione, Villa Pasole-Bonato, Pedavena.
- Inverni 1989-1990-1991: ideò e coordinò il Laboratorio Teatrale del prof. Paolo Puppa, IULM, Feltre.
- 13-28 giugno 1992: organizzò la mostra: Dubrovnik, il tempo le pietre, per Italia Nostra e I.S.U. per lo IULM Milano-Feltre, nella chiesa di San Giovanni Nepomuceno, Feltre. Presentò la mostra: 16 ottobre-7 novembre 1993 a Palazzo Gregoris, Pordenone; 2 febbraio-5 marzo 1994 al Salone Mostre della Camera di Commercio, Terni; 12 dicembre-7 gennaio a Palazzo Sormani, Biblioteca Civica, Milano; 19 novembre 1994 a San Polo di Piave e fece parte del Comitato scientifico del Convegno Segni, testimoni della memoria, per una salvaguardia oltre gli eventi, alla XII edizione del Premio "Gambrinus Giuseppe Mazzotti".
- 12 agosto-12 settembre 1993: progettò e diresse la IV edizione di Arte in Villa, dal titolo Leone d'oro e mezzaluna d'argento, con festival (I giovedì delle città del levante, con K. Bayatly, F. Copello, C. Tanrikorur, Nova Academia, G. Mandel, F. Battiato); mostre (G. Mandel, A. Nastasio, F. Battiato, M. Mandel, A. Valese, L. Carver, G. Dal Magro), Villa Pasole-Bonato, Pedavena.
- 30 luglio-31 agosto 1994: progettò e diresse la V edizione di Arte in Villa, dal titolo Rinascimento e Rinascimenti, con festival di poesia, teatro, costume, iconologia, musica (con A. Zanzotto, S. Agosti, Q. Rolma, G. Dalla Pozza Peruffo, G. Martin, Compagnia della Calza, R. Meucci, C. Rebeschini) e mostre di pittura, costume, stoffe e teatro (F. Stefanini, Giovanna Dal Magro, Musei Vicenza e Feltre, L. Rubelli, Mondonovo), Villa Pasole-Bonato, Pedavena.
- 3 agosto-8 settembre 1995: progettò e diresse la mostra e il festival Amazir-Besslàma Maghreb (Arrivederci Marocco), con la partecipazione di Consolato del Regno del Marocco di Milano, Amici dei Musei di Feltre, IULM Milano-Feltre, Comitato Musicale Feltre, Comuni di Feltre e Pedavena, Il Gazzettino, Imoco, Salone degli Elefanti - Birreria Pedavena.
- 19 giugno-30 agosto 1996: Spade feltrine e bellunesi, con Gianrodolfo Rotasso[92] e per l'Associazione Amici dei Musei e dei Monumenti Feltrini, Museo Civico, Feltre, replicato il 19 giugno-30 agosto 1997.
- 13 luglio-11 agosto 2002: organizzò la mostra Ville venete: mezzo secolo tra salvaguardia e nuove emergenze, Palazzo Cantoni, Feltre.

## Documentari
- Negli anni '80, ideò e curò, in collaborazione con Franca Visentin, sette documentari televisivi prodotti da Telebelluno: Restauri dei Musei di Feltre, Per Eleonora Duse (riedizione su youtube 11 dicembre 2024[93]), Matelda Capisani, I Monti del Sole (riedizione su youtube[94]), Ambiguità (riedizione 14 settembre 2022 su youtube[95]), Galuppi e la sua laguna (riedizione 2019 su youtube[96]).
- Nel 1990 fu consulente storica per il documentario Feltre, videocassetta VHS, 19 cm, disponibile presso la biblioteca dello IULM[97].
- 7-8-9-10 novembre 2002: fu invitata dalla regista e produttrice Ute Caspar (Caspar Produktion) di Colonia a collaborare al documentario Arte Traces de lion, ispirato al libro Le vie del leone. Guidò la troupe e spiegò i leoni della Serenissima in Piazza San Marco e in Palazzo Pisani-Moretta. Fu trasmesso a Pasqua 2003.

## Eventi commemorativi
- Anna Paola Zugni – Tauro, infaticabile costruttrice di cultura e impegno civico, 6 marzo 2025, Galleria d'Arte Moderna Carlo Rizzarda, Feltre[98].
- Sguardi visionari su Feltre. La Città del Vittorino vista da Anna Paola Zugni Tauro, 28 giugno 2025, Feltre[99].